# Colotenango
Colotenango – miasto w zachodniej Gwatemali, w departamencie Huehuetenango, 35 km na zachód od stolicy departamentu miasta Huehuetenango i około 40 km od granicy z Meksykiem. Miasto leży w kotlinie, w górach Sierra Madre de Chiapas, na wysokości 1531 m n.p.m. Według danych szacunkowych w 2012 roku liczba ludności miasta wyniosła 1823 mieszkańców.

## Gmina Colotenango
Jest siedzibą władz gminy o tej samej nazwie, która w 2012 roku liczyła 26 700 mieszkańców. Gmina jak na warunki Gwatemali jest bardzo mała, a jej powierzchnia obejmuje 71 km².